# Ministère des Droits et de l'Autonomisation des femmes
Le ministère des droits et de l’autonomisation des femmes est un ministère guinéen dont la dernière ministre est Hawa Béavogui.

## Titulaires depuis 2010
| Nom | Nom           | Dates du mandat | Dates du mandat | Gouvernement(s)         |
| --- | ------------- | --------------- | --------------- | ----------------------- |
|     | Hawa Béavogui | 19/06/2020      | 5/09/2021       | Gouvernement Kassory II |